# Kazimierz Sas
Kazimierz Sas (ur. 4 września 1947 w Maniowach) – polski polityk i nauczyciel, poseł na Sejm II, III i IV kadencji.

## Życiorys
Ukończył w 1971 studia na Wydziale Matematyczno-Fizycznym Wyższej Szkoły Pedagogicznej w Krakowie. Pracował jako nauczyciel w Zespole Szkół Elektryczno-Mechanicznych w Nowym Sączu, wizytator w kuratorium oświaty i wychowania, wicedyrektor (1976–1982) oraz dyrektor (1982–1994) szkoły. Od 1972 do rozwiązania należał do Polskiej Zjednoczonej Partii Robotniczej. Pod koniec lat 80. kierował miejską radą narodową w Nowym Sączu.
Był posłem II, III i IV kadencji wybranym w okręgach nowosądeckich: nr 28 i nr 14 z listy Sojuszu Lewicy Demokratycznej. W 2005, 2007 i 2011 bez powodzenia kandydował ponownie do Sejmu. Od 2006 do 2010 pełnił funkcję radnego miasta Nowy Sącz, w 2010 z własnego komitetu bezskutecznie ubiegał się także o stanowisko prezydenta miasta. Pełnił funkcję przewodniczącego struktur SLD w województwie małopolskim oraz w okręgu nowosądeckim. W 2009 był kandydatem tej partii do Parlamentu Europejskiego w okręgu małopolsko-świętokrzyskim, nie uzyskał mandatu deputowanego. W 2014 powrócił do rady miasta Nowy Sącz z ramienia SLD. W 2018 wystartował na radnego z ramienia lokalnego komitetu konkurującego z SLD, co skutkowało złożeniem wniosku o wykluczenie go z partii.